# 平水镇 (绍兴市)
平水镇，中国浙江省绍兴市柯桥区下辖的一个镇。

## 行政区划
现辖：
平水社区、东桃村、王化村、祝家村、宋家店村、梅园村、下灶村、四丰村、平江村、同康村、红墙下村、平阳村、金渔村、岔路口村、横路村、沈村、黄壤坞村、中嵋岙村、五联村、娄家村、新桥村、平水街村、会稽村、西湖桥村、剑灶村、合心村、小舜江村、若耶村和新横溪村。

## 特产
平水镇为“中国珠茶之乡”，平水珠茶出产于此。